# Beaumont-de-Lomagne
Beaumont-de-Lomagne is een gemeente in het Franse departement Tarn-et-Garonne (regio Occitanie). De gemeente telde 3.754 inwoners op 1 januari 2022. De plaats maakt deel uit van het arrondissement Castelsarrasin en is de centrumstad van het gemeentelijk samenwerkingsverband Communauté de Communes Lomagne.

## Geschiedenis en erfgoed
Beaumont werd gesticht in 1276 als een bastide door de abdij van Granselve en Eustache de Beaumarchais, seneschalk van koning Filips III van Frankrijk. De bastide kreeg een regelmatig grondplan. Rond de tijd van de stichting werd ook de Notre-Dame de l'Assomptionkerk gebouwd. Deze kerk werd in 1843 beschermd als monument historique. In de veertiende eeuw werd de houten markthal gebouwd, waar nog steeds de zaterdagmarkt wordt gehouden. Beaumont en de Lomagne zijn bekend voor hun knoflook.
Wiskundige Pierre de Fermat (1605-1665) werd in Beaumont geboren. In zijn geboortehuis, gebouwd in de vijftiende eeuw, is een museum ingericht, het Musée Fermat.
In Beaumont-de-Lomagne is er een hippodroom, waar drafkoersen worden gehouden.

## Geografie
De oppervlakte van Beaumont-de-Lomagne bedroeg op 1 januari 2022 46,16 vierkante kilometer; de bevolkingsdichtheid was toen 81,3 inwoners per km².

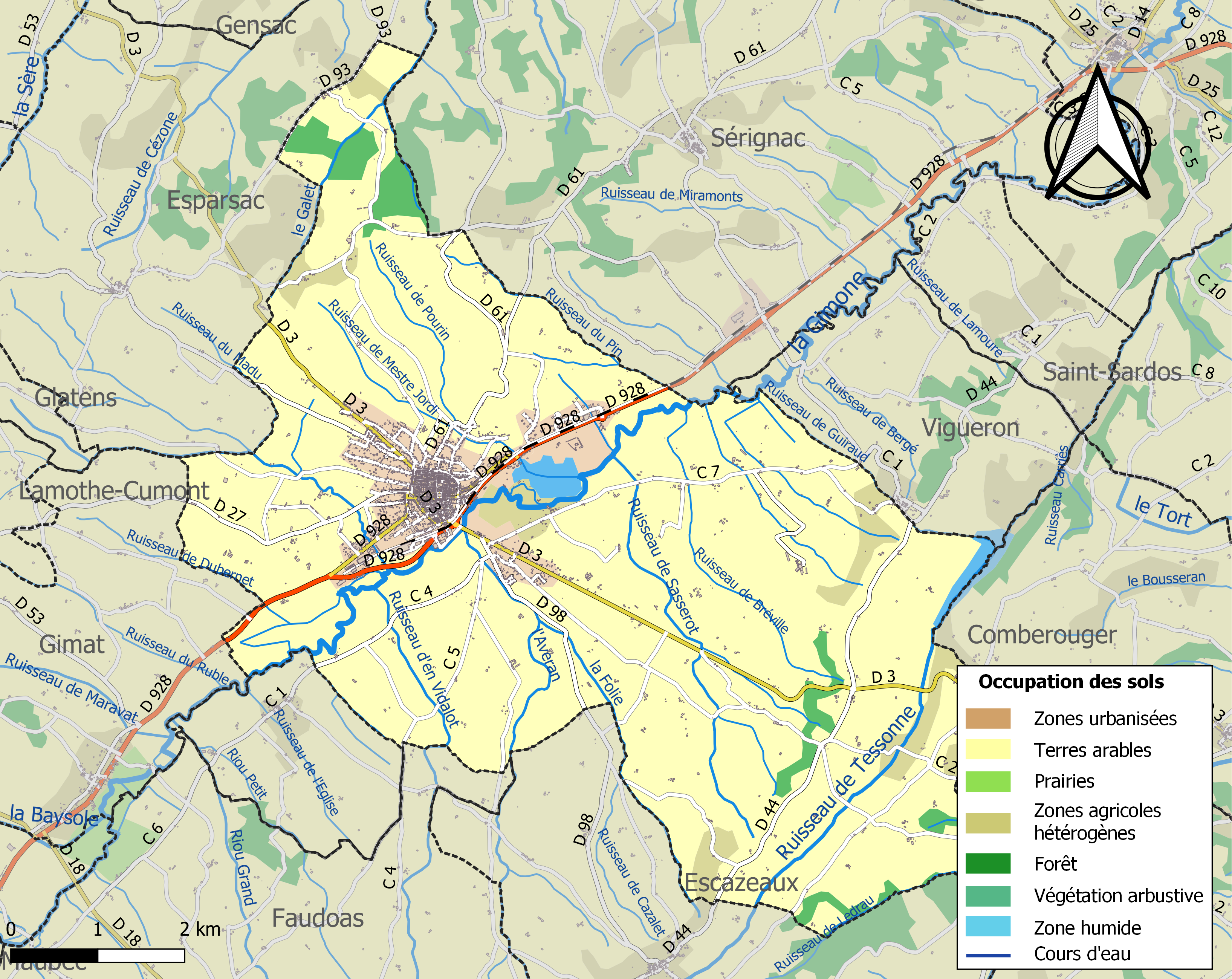

## Demografie
Onderstaande figuur toont het verloop van het inwonertal (bron: INSEE-tellingen).